# Культ личности Кароля II
Король Румынии Кароль II был центром культа личности на протяжении 10 лет своего правления. Пик культа пришёлся на 1938 год, когда Кароль II официально установил «королевскую диктатуру». Его культ личности имел множество общих черт с культом личности Николае Чаушеску. Также партия Фронт национального возрождения проводила регулярные парады в честь румынского короля.
В самом начале правления Кароля II его культ личности был сдержанным, но в последние годы правления пропаганда начала строить образ «Кондукэтора (вождя)», «Спасителя нации», «Короля возрождения», «Великого сторожа» и так далее.

## Изображение прессы
После того как Кароль II установил королевскую диктатуру, в прессе заговорили о роли короля и, что именно он был призван вернуть государству его благородную миссию.

## Митинги и День восстановления
Большую часть культа личности Кароля II составили юбилейные митинги, которые собирали тысячи людей и включали военные парады, речи и людей в специальной форме. Помимо 10 мая, который был Днём монархии в Румынии, Кароль II учредил новый праздник, «День восстановления», отмечавшийся 8 июня. В День восстановления тысячи, а затем и десятки тысяч человек из всех социальных слоев и со всей страны ежегодно участвовали в параде, который проходил на холме Котрочень, а затем на Стадионе республики.
После создания военизированной молодёжной организации Straja Țării парады в честь Дня восстановления изменили свою организацию. Они проводились на Стадионе республики и включали спортивные упражнения и хореографию. Цель, однако, была сохранена: прославление короля и его деяний. В конце юноши использовали свои тела, чтобы написать «Carol 2», а затем образовали монограмму короля. Кароль II получил от членов Straja Țării со всей страны подарки в виде снопов пшеницы, гирлянд цветов и земли, а велосипедисты привезли кувшин с водой из Вадула Кригулуй, где он приземлился в 1930 году, возвращаясь в Румынию.
Со временем режим Кароля II приобрел более откровенно фашистские черты. Еще в 1939 году министры приветствовали короля салютом в фашистском стиле. Примерно в это же время пропаганда начала официально называть его «кондукэтором».